# Internationaal filmfestival van Abitibi-Témiscamingue
Het Internationaal filmfestival van Abitibi-Témiscamingue (Frans: Festival du cinéma international en Abitibi-Témiscamingue) is een jaarlijks terugkerend filmfestival dat sinds 1982 wordt gehouden in Rouyn-Noranda in de Canadese provincie Quebec.

## Profiel
Het filmfestival begint op de laatste zaterdag van oktober, en duurt vijf dagen. In die periode worden bijna 100 films vertoond, zowel lange, middellange en korte films. De films zijn afkomstig uit een dertigtal landen.
Vanaf de start van het festival namen meer dan 3.500 acteurs, regisseurs en andere filmprofessionals aan het evenement deel, waaronder Pierre Richard, Serge Gainsbourg, Margot Kidder, Claude Lelouch, Denys Arcand, Philippe de Broca, Bille August en Marie Trintignant. Acteurs, regisseurs en leden van het publiek ontmoeten elkaar tijdens het evenement in een ontspannen sfeer, waarbij de organisatoren als gastheren fungeren. Het evenement is daarin een voorbeeld voor andere festivals. 

## Geschiedenis
De wortels van het evenement liggen in 1977, toen André Dudemaine, André David en Martine Sauvageau de eerste Regionale Filmweek in Rouyn-Noranda organiseerden. De drie daarop volgende jaren Jacques Matte met het concept rond in de regio, en zorgde hij voor een actuele programmering.
In 1981 nam Jacques Matte met Louis Dallaire en Guy Parent het initiatief tot filmweek voor films uit Quebec. Hier volgde een jaar later het Festival du cinéma international en Abitibi-Témiscamingue uit. 
De eerste editie trok al direct internationaal de aandacht. Onder de toen twaalf vertoonde films werd de kijker getrakteerd op de Noord-Amerikaanse première van de film Fitzcarraldo van Werner Herzog. Door dit soort primeurs werd het festival al snel populair onder de artistieke pers in Montreal. Van de 2.700 bezoekers in 1982 groeide het aantal bezoekers uit tot 21.000 in 2005.
Het festival werd aanvankelijk gefinancierd door de verkoop van speldjes, subsidies van het plaatselijke parlementslid en kleine sponsoring. Gaandeweg kreeg het festival geleidelijk het vertrouwen van sponsors in de regio en de provincie. In 2005 had het evenement inmiddels een budget van $650.000, waarvan 45% bestond uit overheidssubsidies en 43% uit sponsoring, naast de verkoop van kaartjes en reclame-artikelen.
In 1996 wijzigde Telefilm Canada zijn financieringsstructuur, waarmee de grootste Canadese filmfestivals (die van Toronto, Montreal en Vancouver) werden bevoordeeld. Het filmfestival van Abitibi-Témiscamingue speelde vervolgens een voortrekkersrol binnen een coalitie van kleinere filmfestivals in een campagne om deze financieringscriteria ten gunste van de kleinere festivals te versoepelen.

## Locaties
Met zijn 725 zitplaatsen is het Théâtre du cuivre in Rouyn-Noranda de belangrijkste locatie van het festival. In deze zaal, die in 1989 en 1999 de prijs won voor de beste zaal van Quebec, kunnen films vertoond worden in hun originele formaat, of dat nu 35 mm is, DCP of Betacam. Andere filmlocaties zijn onder meer het Cabaret de la dernière chance, het Petit Théâtre du vieux Noranda en in Cinéma Paramount.